# Vinculaspis atibaiensis
Vinculaspis atibaiensis (лат.) — вид полужесткокрылых насекомых-кокцид рода Vinculaspis из семейства щитовки (Diaspididae).

## Распространение
Южная Америка: Бразилия (Sao Paulo).

## Описание
Мелкие щитовки, щиток самок чёрный, твёрдый, формируется только из шкурок личинок. Пигидиум взрослых самок состоит из трёх пар лопастей: средние доли треугольные, вторые пары двулопастные.
Питаются соками растений. Вид был впервые описан в 1937 году энтомологом Х. С. Лепажем (Lepage, H. S.) как Costalimaspis atibaiensis Lepage, 1937.
Таксон Vinculaspis atibaiensis включён в состав рода Vinculaspis Ferris 1942 вместе с таксонами V. cheloniformis, V. inclusa, V. laniata, V. lepagei, V. mamillata, V. mendicula, V. montei, V. virgata.